# Komisja Rolnictwa i Rozwoju Wsi (Senat)
Komisja Rolnictwa i Rozwoju Wsi – stała komisja senacka. Po wyborach parlamentarnych w 2005 roku została wcielona do Komisji Rolnictwa i Ochrony Środowiska. Następnie powróciła w VII kadencji. Do końca III kadencji działała jako Komisja Rolnictwa. Przedmiotem działania komisji są: 
- produkcja rolnicza,
- przetwórstwo artykułów rolnych,
- rynek rolny,
- restrukturyzacja oraz modernizacja rolnictwa i jego otoczenia,
- wielofunkcyjny rozwój wsi,
- infrastruktura terenów wiejskich,
- problemy finansowe rolnictwa oraz przemysłu przetwórczego i przemysłu pracującego na rzecz rolnictwa,
- handel zagraniczny artykułami rolnymi i żywnościowymi,
- kształtowanie własności rolniczej,
- problemy socjalne ludności rolniczej,
- organizacje i instytucje rolnicze,
- kreowanie rynku na nowe produkty  i usługi rolnictwa.

## Prezydium komisjiSenatu XI kadencji
- Ryszard Bober (TD) – przewodniczący,
- Jerzy Chróścikowski (PiS) – zastępca przewodniczącego,
- Beniamin Godyla (KO) – zastępca przewodniczącego.

## Prezydium komisjiSenatu X kadencji
- Jerzy Chróścikowski (PiS) – przewodniczący komisji,
- Przemysław Błaszczyk (PiS) – zastępstwa przewodniczącego,
- Ryszard Bober (KP) – zastępstwa przewodniczącego,
- Antoni Mężydło (KO) – zastępstwa przewodniczącego[1].

## Prezydium komisjiSenatu IX kadencji
- Jerzy Chróścikowski (PiS) – przewodniczący komisji,
- Przemysław Błaszczyk (PiS) – zastępstwa przewodniczącego,
- Marian Poślednik (PO-KO) – zastępstwa przewodniczącego,
- Wiesław Kilian – zastępstwa przewodniczącego (do 15 marca 2019)[2].

## Prezydium komisjiSenatu VIII kadencji
- Jerzy Chróścikowski (PiS) – przewodniczący komisji,
- Marek Konopka (PO) – zastępstwa przewodniczącego,
- Ireneusz Niewiarowski (PO) – zastępstwa przewodniczącego[3].

## Prezydium komisjiSenatu VII kadencji
- Jerzy Chróścikowski (PiS) – przewodniczący komisji,
- Piotr Głowski (PO) – zastępstwa przewodniczącego,
- Ireneusz Niewiarowski (PO) – zastępstwa przewodniczącego,
- Michał Wojtczak (PO) – zastępstwa przewodniczącego (do 14 stycznia 2009)[4].

## Prezydium komisjiSenatu V kadencji
- Jerzy Pieniążek (SLD-UP) – przewodniczący komisji,
- Sławomir Izdebski (SRP) – zastępstwa przewodniczącego,
- Janusz Lorenz (SLD-UP) – zastępstwa przewodniczącego[5].

## Prezydium komisjiSenatu IV kadencji
- Józef Frączek (ARS) – przewodniczący komisji,
- Jan Chodkowski (AWS) – zastępstwa przewodniczącego[6].

## Prezydium komisjiSenatu III kadencji
- Sylwester Gajewski (PSL) – przewodniczący komisji,
- Jan Adamiak (PSL) – zastępstwa przewodniczącego,
- Zenon Nowak (SLD) – zastępstwa przewodniczącego[7].

## Prezydium komisjiSenatu II kadencji
- Sylwester Gajewski (PSL) – przewodniczący komisji,
- Janusz Woźnica (PL) – zastępstwa przewodniczącego[8].

## Prezydium komisjiSenatu I kadencji
Mieczysław Trochimiuk (KO-„S”) – przewodniczący komisji.